# Ghiacciaio Poulter
Il Ghiacciaio Poulter  (in lingua inglese: Poulter Glacier) è un ghiacciaio tributario antartico, situato a circa 350 km dal Polo Sud, 
a un'altitudine di circa 2.700 m. Fluisce in direzione est dall'Altopiano Antartico, passa oltre le Rawson Mountains e va a confluire nel Ghiacciaio Scott, nei Monti della Regina Maud, in Antartide.   
Fu scoperto nel dicembre 1934 dal gruppo geologico guidato da Quin Blackburn, che faceva parte della seconda spedizione antartica dell'esploratore polare statunitense Byrd.
La denominazione è stata assegnata dallo stesso Byrd in onore del fisico Thomas Poulter (1897–1978), vice responsabile della spedizione.